# Sirenieni
Sirenienii (Sirenia) este un ordin de mamifere euteriene ierbivore strict acvatice, unele marine, altele de apă dulce. Ordinul cuprinde 2 genuri actuale, dugongul (Dugong) și lamantinul (Trichechus), și un gen dispărut în 1768, vaca de mare a lui Steller (Hydrodamalis). Au un corp mare și greoi, pielea groasă și aproape în întregime golașă, două nări la vârful unui nas gros, pavilionul urechii și membrele posterioare lipsesc, membrele anterioare transformate în lopeți înotătoare, coada transformată într-o înotătoare turtită orizontal.